# Royal Rumble (2002)
Royal Rumble 2002 est le quinzième Royal Rumble, pay-per-view de catch de la World Wrestling Federation. Il s'est déroulé le 20 janvier 2002 au Philips Arena d’Atlanta, Géorgiece fut le dernier  être promu par la World Wrestling Federation.

## Résultats
| #                                       | Match | Stipulation                                                                                        | Durée   |
| --------------------------------------- | --- | -------------------------------------------------------------------------------------------------- | ------- |
| 1                                       | Spike Dudley et Tazz (c) battent les Dudley Boyz (Bubba Ray Dudley et D-Von Dudley) (avec Stacy Keibler) | Match par équipes pour le championnat du monde par équipes de la WWF.                              | 5:06    |
| 2                                       | William Regal bat Edge (c)                                                                               | Match simple pour le championnat Intercontinental.                                                 | 9:45    |
| 3                                       | Trish Stratus (c) bat Jazz                                                                               | Match simple pour le championnat féminin de la WWF avec Jacqueline en arbitre spéciale.            | 3:43    |
| 4                                       | Ric Flair bat Mr. McMahon                                                                                | Street Fight match.                                                                                | 14:55   |
| 5                                       | Chris Jericho (c) bat The Rock                                                                           | Match simple pour le championnat indisputé de la WWF.                                              | 18:48   |
| 6                                       | Triple H remporte le Royal Rumble en éliminant Kurt Angle en dernier.                                    | 30-men Royal Rumble match pour un match pour le championnat indisputé de la WWF à WrestleMania X8. | 1:09:22 |
| (c) désigne le(s) champion(s) en titre. | | |         |

## Entrées et éliminations du Royal Rumble
Un nouvel entrant arrivait approximativement toutes les 2 minutes.
| Entrée | Entrant             | Ordre d'élimination | Éliminé par              | Temps |
| ------ | ------------------- | ------------------- | ------------------------ | ----- |
| 1      | Rikishi             | 6                   | Undertaker               | 13:39 |
| 2      | Goldust             | 4                   | Undertaker               | 12:57 |
| 3      | The Boss Man        | 1                   | Rikishi                  | 3:05  |
| 4      | Bradshaw            | 3                   | Billy                    | 7:17  |
| 5      | Lance Storm         | 2                   | Snow                     | 4:46  |
| 6      | Al Snow             | 5                   | Undertaker               | 5:12  |
| 7      | Billy               | 7                   | Undertaker               | 3:37  |
| 8      | Undertaker          | 10                  | Maven                    | 7:40  |
| 9      | Matt Hardy          | 9                   | Undertaker               | 4:16  |
| 10     | Jeff Hardy          | 8                   | Undertaker               | 1:30  |
| 11     | Maven               | 11                  | Undertaker[a]            | 3:34  |
| 12     | Scotty 2 Hotty      | 12                  | Diamond Dallas Page      | 2:36  |
| 13     | Christian           | 16                  | Steve Austin             | 12:14 |
| 14     | Diamond Dallas Page | 13                  | Christian                | 5:15  |
| 15     | Chuck               | 17                  | Steve Austin             | 9:04  |
| 16     | The Godfather       | 15                  | Christian et Chuck       | 2:48  |
| 17     | Albert              | 14                  | Christian et Chuck       | 0:48  |
| 18     | Perry Saturn        | 18                  | Steve Austin             | 2:57  |
| 19     | Steve Austin        | 27                  | Kurt Angle               | 26:46 |
| 20     | Val Venis           | 19                  | Steve Austin             | 2:58  |
| 21     | Test                | 20                  | Steve Austin             | 1:42  |
| 22     | Triple H            | -                   | Vainqueur                | 23:14 |
| 23     | The Hurricane       | 21                  | Triple H et Steve Austin | 0:39  |
| 24     | Faarooq             | 22                  | Triple H                 | 0:36  |
| 25     | Mr. Perfect         | 28                  | Triple H                 | 15:18 |
| 26     | Kurt Angle          | 29                  | Triple H                 | 16:09 |
| 27     | The Big Show        | 23                  | Kane                     | 2:45  |
| 28     | Kane                | 24                  | Kurt Angle               | 1:02  |
| 29     | Rob Van Dam         | 25                  | Booker T                 | 2:20  |
| 30     | Booker T            | 26                  | Steve Austin             | 0:33  |

a Après son élimination, l'Undertaker revenait pour éliminer Maven.

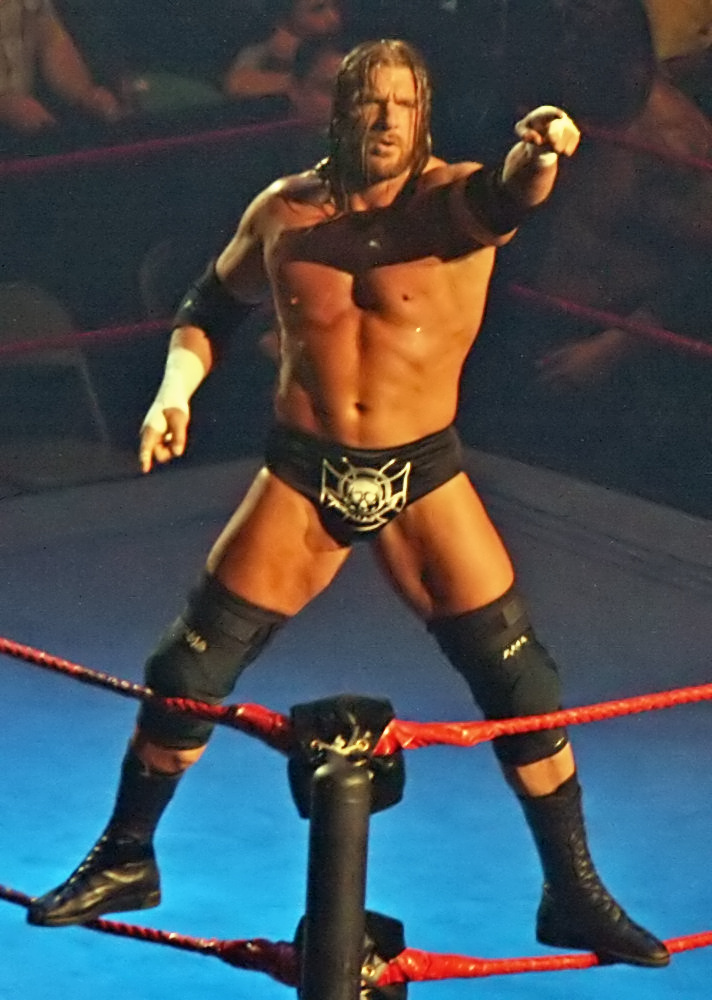
Triple H, vainqueur du Royal Rumble.

- Steve Austin est resté le plus longtemps sur le ring avec 26 minutes et 46 secondes.
- Booker T est resté le moins longtemps sur le ring avec 33 secondes.
- Undertaker et Steve Austin ont éliminé le plus de catcheurs avec sept catcheurs éliminés.
- Dernier Royal Rumble avec Mr.Perfect qui décédera l'année suivante en février 2003.